# رشا البلوشي
رشا البلوشي (4 فبراير 1971 -)، ممثلة ومذيعة عُمانية.

## عن حياتها
تخرجت عام 1996 من «المعهد العالي للفنون المسرحية» دفعة خالد أمين وفرح علي ورشا مصطفى، بدأت المشاركة في الأعمال الإذاعية والتلفزيونية وكانت مشاركاتها ببعض الأدوار الصغيرة في المسلسلات التلفزيونية حتى عام 1996 حين إسندت إليها الفنانة سعاد عبد الله دور البطولة في الفيلم التلفزيوني «وسمية تخرج من البحر» حيث حققت نجاح كبير من خلاله وبدأت تأخذ الأدوار الكبير، لكنها في عام 2000 ارتدت الحجاب وأعلنت اعتزالها المجال الفني إلى أنها قررت مواصلة حياتها الفنية عن طريق المشاركة بتقديم البرامج في تلفزيون وإذاعة عُمان، في فترة من الفترات عينت كرئيسة للقسم الدراما والمنوعات بالهيئة العامة للإذاعة والتلفزيون العماني.

## أعمالها

### في التلفزيون
| سنة الإنتاج | اسم المسلسل                         | بمشاركة |
| ----------- | ----------------------------------- | --- |
| 1993        | المناطحة                            | صالح زعل، إبراهيم الزدجالي، جمعة هيكل                                                                                        |
| 1993        | جمعة في مهب الريح                   | صالح زعل، فخرية خميس، أمينة عبد الرسول                                                                                       |
| 1993        | طش ورش                              | حياة الفهد، أحمد الصالح، علي المفيدي، مريم الصالح، محمد المنيع، أحمد جوهر، طارق العلي، سماح                                  |
| 1994        | القدر - سهرة تلفزيونية              | طيبة الفرج، طارق العلي |
| 1995        | حكايات من التراث الشعبي             | محمد المنيع، أحمد الصالح، علي البريكي، عبد الرحمن العقل، جاسم الصالح، باسمة حمادة                                            |
| 1995        | إفتح يا وطني أبوابك - برنامج توعوي  | طارق العلي، عبد الناصر الزاير، أنوار أحمد                                                                                    |
| 1995        | أشجار بلا ظلال - سهرة تلفزيونية     | جمال الردهان، عبد الناصر الزاير، باسمة حمادة                                                                                 |
| 1996        | وسمية تخرج من البحر - فيلم تلفزيوني | سعاد عبد الله، خالد أمين |
| 1996        | من المتهم - سهرة تلفزيونية          | أحمد الصالح، مريم الصالح، طارق العلي، زهرة الخرجي                                                                            |
| 1996        | الطير والعاصفة                      | حياة الفهد، غانم الصالح، محمد المنيع، عبد الرحمن العقل، داوود حسين، باسمة حمادة، لطيفة المجرن                                |
| 1996        | دلق سهيل                            | أحمد الصالح، علي المفيدي، علي البريكي، أحمد جوهر، عبد الرحمن العقل، داوود حسين، منى عبد المجيد، لطيفة المجرن، سماح، منى شداد |
|             | سلامتك - برنامج                     | |
| 1998        | في منتصف الطريق                     | سعود الدرمكي، فخرية خميس، إبراهيم الزدجالي، أمينة عبد الرسول                                                                 |
| 2000        | تحت الصفر                           | بكر الشدي، عبد الرحمن العقل، أسمهان توفيق، علي السبع، من مصر المنتصر بالله، محمد العيسى                                      |

## روابط خارجية
- رشا البلوشي على موقع قاعدة بيانات الأفلام العربية